# Цианобактерии
Цианобакте́рии, или сине-зелёные во́доросли, или циане́и (лат. Cyanobacteria, от греч. κυανός — сине-зелёный) — отдел крупных грамотрицательных бактерий, способных к фотосинтезу, сопровождающемуся выделением кислорода.

## Эволюционное и систематическое положение
Цианобактерии наиболее близки к древнейшим микроорганизмам, постройки которых (строматолиты, возраст более 3,5 млрд лет) обнаружены на Земле. Это единственные бактерии, способные к оксигенному фотосинтезу. Цианобактерии относятся к наиболее сложно организованным и морфологически дифференцированным прокариотам.
Один из видов древних цианобактерий, вступив в эндосимбиоз с предком архепластид, дал начало их хлоропластам (по молекулярным данным, хлоропласты в этой группе приобретались лишь однажды, а ближайший современный родственник их предка — цианобактерия Gloeomargarita lithophora). Кроме этого, известен ещё только один случай первичного появления пластид — у амёб рода Paulinella (вступивших в симбиоз с другой цианобактерией и значительно позже).
Цианобактерии являются объектом исследования как альгологов (как организмы, физиологически схожие с эукариотическими водорослями), так и бактериологов (как прокариоты). Сравнительно крупные размеры клеток и сходство с водорослями было причиной их рассмотрения ранее в составе растений («сине-зелёные водоросли»). За это время было альгологически описано более 1000 видов в почти 175 родах. Бактериологическими методами в настоящее время подтверждено существование не более 400 видов. Биохимическое, молекулярно-генетическое и филогенетическое сходство цианобактерий с остальными бактериями в настоящее время подтверждено солидным корпусом доказательств.

## Жизненные формы и экология

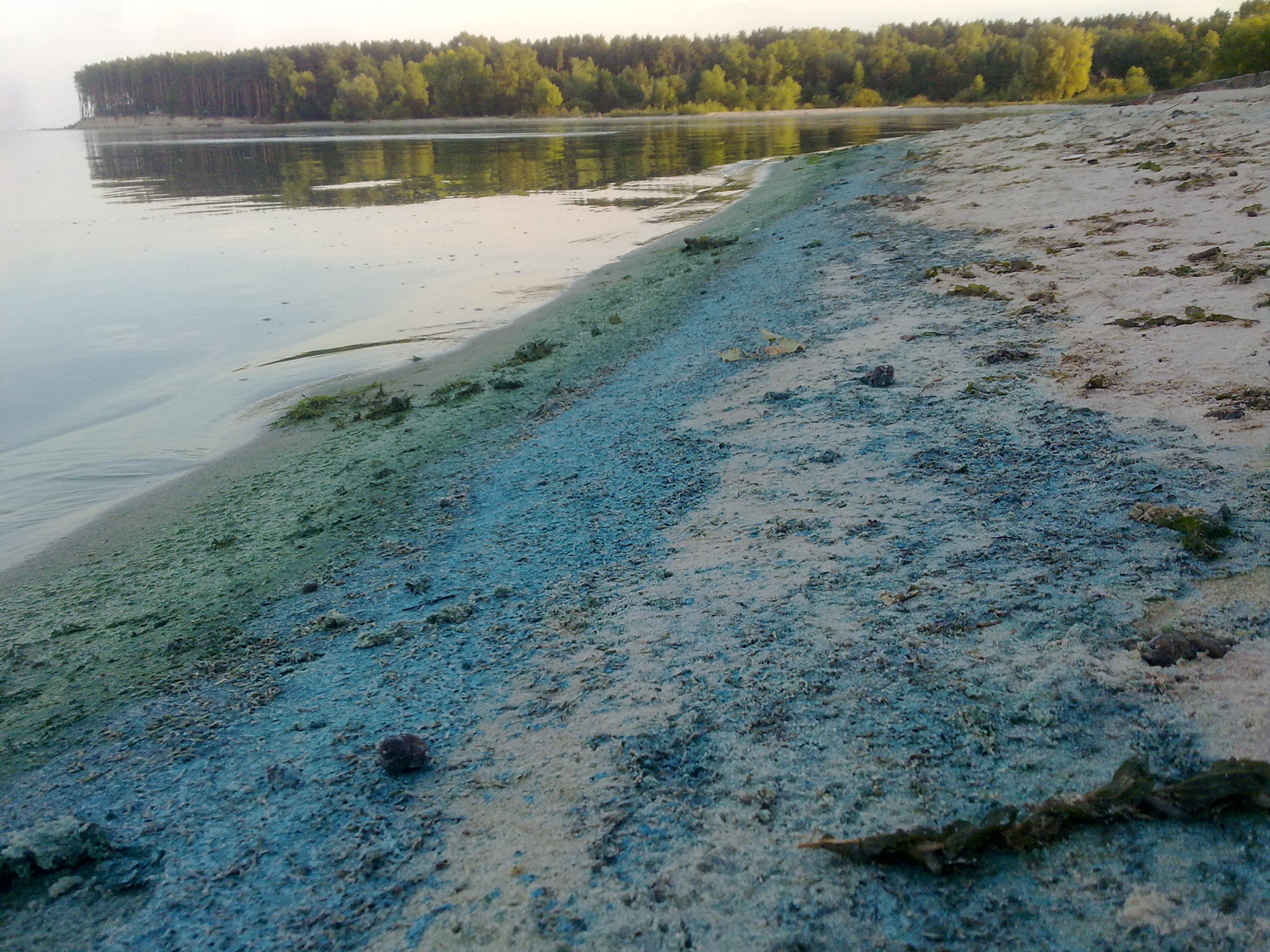
Сине-зелёные водоросли, высохшие на берегу Киевского водохранилища

В морфологическом отношении цианопрокариоты — разнообразная и полиморфная группа. Общие черты их морфологии заключаются только в отсутствии жгутиков и наличии клеточной стенки (гликокаликс, состоящий из пептидогликана). Поверх слоя пептидогликана толщиной 2—200 нм имеют наружную мембрану. Ширина или диаметр клеток варьируется от 0,5 мкм до 100 мкм. Цианобактерии — одноклеточные, нитчатые и колониальные микроорганизмы. Отличаются выдающейся способностью адаптировать состав фотосинтетических пигментов к спектральному составу света, так что цвет варьируется от светло-зелёного до тёмно-синего. Некоторые азотфиксирующие цианобактерии способны к дифференцировке — формированию специализированных клеток: гетероцист и гормогониев. Гетероцисты выполняют функцию азотфиксации, в то время как другие клетки осуществляют фотосинтез.
Морские и пресноводные, почвенные виды, участники симбиозов (например, в лишайнике). Составляют значительную долю океанического фитопланктона. Способны к формированию толстых бактериальных матов. Некоторые виды токсичны (выделяют такие токсины, как anatoxin-a, anatoxin-as, аплизиатоксин, цилиндроспермопсин, домоевую кислоту, микроцистин, нодулярин, неосакситоксин, сакситоксин) и условно-патогенны (например, Anabaena). Главные участники цветения воды, которое вызывает массовые заморы рыбы и отравления животных и людей. Уникальное экологическое положение обусловлено наличием двух трудносочетаемых способностей: к фотосинтетической продукции кислорода и фиксации атмосферного азота (у 2/3 изученных видов).
Деление бинарное в одной или нескольких плоскостях, множественное деление. Жизненный цикл у одноклеточных форм при оптимальных условиях роста — 6—12 часов.

## Биохимия и физиология
Цианобактерии обладают полноценным фотосинтетическим аппаратом, характерным для кислородвыделяющих фотосинтетиков. Фотосинтетическая электронтранспортная цепь включает фотосистему (ФС) II, b6f-цитохромный комплекс и ФСI. Конечным акцептором электронов служит ферредоксин, донором электронов — вода, расщепляемая в системе окисления воды, аналогичной таковой высших растений. Светособирающие комплексы представлены особыми пигментами — фикобилинами, собранными (как и у красных водорослей) в фикобилисомы. При отключении ФСII способны к использованию других, нежели вода, экзогенных доноров электронов: восстановленных соединений серы, органических соединений в рамках циклического переноса электронов с участием ФСI. Однако эффективность такого пути фотосинтеза невелика, и он используется преимущественно для переживания неблагоприятных условий.
Цианобактерии отличает чрезвычайно развитая система внутриклеточных выпячиваний цитоплазматической мембраны (ЦПМ) — тилакоидов; высказаны предположения о возможном существовании у них системы тилакоидов, не связанных с ЦПМ, что до сих пор считалось невозможным у прокариот. Накопленная в результате фотосинтеза энергия используется в темновых процессах фотосинтеза для производства органических веществ из атмосферного CO2.
Большинство цианобактерий — облигатные фототрофы, которые, однако, способны к непродолжительному существованию за счёт расщепления накопленного на свету гликогена в окислительном пентозофосфатном цикле и в процессе гликолиза (достаточность одного гликолиза для поддержания жизнедеятельности подвергается сомнению).
Азотфиксация обеспечивается ферментом нитрогеназой, который отличается высокой чувствительностью к молекулярному кислороду. Поскольку кислород выделяется при фотосинтезе, в эволюции цианобактерий реализованы две стратегии: пространственного и временного разобщения этих процессов. У одноклеточных цианобактерий пик фотосинтетической активности наблюдается в светлое, а пик нитрогеназной активности — в тёмное время суток. Процесс регулируется генетически на уровне транскрипции; цианобактерии являются единственными прокариотами, у которых доказано существование циркадных ритмов (причём продолжительность суточного цикла может превышать продолжительность жизненного цикла). У нитчатых цианобактерий процесс азотфиксации локализован в специализированных терминально-дифференцированных клетках — гетероцистах, отличающихся толстыми покровами, которые препятствуют проникновению кислорода. При недостатке связанного азота в питательной среде в колонии насчитывается 5—15 % гетероцист. ФСII в гетероцистах редуцирована. Гетероцисты получают органические вещества от фотосинтезирующих членов колонии. Накопленный связанный азот накапливается в гранулах цианофицина или экспортируется в виде глутаминовой кислоты.

## Значение
Цианобактерии, по общепринятой версии, явились «творцами» современной кислородсодержащей атмосферы на Земле, что привело к «кислородной катастрофе» — глобальному изменению состава атмосферы Земли, произошедшему в самом начале протерозоя (около 2,4 млрд лет назад), которое привело к последующей перестройке биосферы и глобальному гуронскому оледенению.
В настоящее время, являясь значительной составляющей океанического планктона, цианобактерии стоят в начале большей части пищевых цепей и производят значительную часть кислорода (вклад точно не определён: наиболее вероятные оценки колеблются от 20 % до 40 %).
Однако многие цианобактерии являются токсичными для зоопланктона, поэтому при массовом цветении вызывают гибель многих его представителей, нанося вред питающимся зоопланктоном организмам, о чём свидетельствует выявление мёртвого планктона в пробах с помощью красителя, например, анилинового.
Наиболее многочисленными оксигенными фототрофными организмами в океане являются представители родов Prochlorococcus и Synechococcus.
Цианобактерия Synechocystis стала первым фотосинтезирующим организмом, чей геном был полностью расшифрован.
В настоящее время цианобактерии служат важнейшими модельными объектами исследований в биологии. В Южной Америке и Китае бактерии родов спирулина и носток из-за недостатка других видов продовольствия используют в пищу: их высушивают, а затем готовят муку. Рассматривается возможное применение цианобактерий в создании замкнутых циклов жизнеобеспечения.

## Классификация
Исторически существовало несколько систем классификации высших уровней цианобактерий.
В соответствии с «Справочником Берджи по бактериологической систематике», цианобактерии распределены по морфологии на 5 порядков.
Хроококковые (Chroococcales) и плеврокапсовые (Pleurocapsales) объединяют одиночные или колониальные сравнительно простые формы, в порядки осциллаториевые (Oscillatoriales), ностоковые (Nostocales), стигонемовые (Stigonematales) входят нитчатые формы. Порядок Oscillatoriales включает в себя нитчатые безгетероцистные виды. Нитчатые формы, имеющие гетероцисты, делятся на виды с настоящим ветвлением Stigonematales, неветвящиеся и виды с ложным ветвлением Nostocales.
«Высокоорганизованные» порядки содержат нитчатые формы, разница между ними — в наличии или отсутствии истинного ветвления и в наличии или отсутствии дифференцированных клеток (гетероцист и гормогониев).
Внесистематической группой цианобактерий считаются «прохлорофиты» — цианобактерии, содержащие помимо хлорофилла a какой-либо другой хлорофилл (b, с или d). Некоторые из них не имеют фикобилипротеинов (хотя это — один из основных признаков цианобактерий). Родство установлено по гомологии 16S rDNA и генов фотосинтетического аппарата (psbA, psbB).
По данным сайта AlgaeBase, на январь 2018 года отдел делят на следующие таксоны рангом по порядок включительно:
- Класс Cyanophyceae
  - Роды incertae sedis
  - Подкласс Gloeobacterophycidae
    - Порядок Gloeobacterales
    - Порядок Gloeomargaritales

  - Подкласс Nostocophycidae
    - Порядок Nostocales — Ностоковые

  - Подкласс Oscillatoriophycidae
    - Порядок Chroococcales — Хроококковые
    - Порядок Chroococcidiopsidales
    - Порядок Oscillatoriales — Осциллаториевые
    - Порядок Pleurocapsales — Плеврокапсовые
    - Порядок Spirulinales

  - Подкласс Synechococcophycidae
    - Порядок Pseudanabaenales
    - Порядок Synechococcales

По данным сайта NCBI, на январь 2018 года в отдел включают следующие порядки:
- Роды incertae sedis
- Порядок Chroococcidiopsidales
- Порядок Gloeoemargaritales
- Порядок Nostocales — Ностоковые
- Порядок Pleurocapsales — Плеврокапсовые
- Порядок Spirulinales
- Порядок Synechococcales
- Подкласс Oscillatoriophycideae
  - Порядок Chroococcales — Хроококковые
  - Порядок Oscillatoriales — Осциллаториевые
- Класс Gloeobacteria
  - Порядок Gloeobacterales

Ранее выделявшийся порядок Prochlorales понижен в ранге до семейства Prochloraceae порядка Synechococcales, а порядок Стигонемовые (Stigonematales) синонимизирован с ностоковыми.